# STS-28
STS-9 e осмият космически полет на совалката Колумбия и тридесета мисия по програмата Спейс шатъл. Това е четвърти космически полет в интерес на Министерството на отбраната на САЩ.

## Основен
| Пост                    | Астронавт                             |
| ----------------------- | ------------------------------------- |
| Командир                | Брюстер Шоу трети космически полет    |
| Пилот                   | Ричард Ричардс първи космически полет |
| Специалист на мисията 1 | Джеймс Адамсън втори космически полет |
| Специалист на мисията 2 | Дейвид Листма втори космически полет  |
| Специалист на мисията 3 | Марк Браун първи космически полет     |

- Броят на полетите е преди и включително тази мисия.

## Полетът
Мисията е първа за совалката след катастрофата на „Чалънджър“ през 1986 г. До това време тя е подложена на пълно модернизиране. По нея са направени 258 промени, заменени са 2390 броя от плочките, с които е термоизолирана отвън, а теглото и е увеличено с около 860 кг.
Стартът на мисията е успешно осъществен на 8 август 1989 г. с едно отлагане от около 40 минути поради мъгла. Поради секретния характер на мисията не са известни много подробности около полезния товар. Знае се, че това са шпионските спътници USA-40 и USA-41 за наблюдение територията на СССР. Първият е изведен около 7,5 часа след старта, а втория на 9 август.
По време на мисията се извършва експериментът In-flight Radiation Dose Distribution (IDRD). Неговата цел е измерване на проникването на радиация в човешкия череп по време на космическите полети. Истинският череп е разположен в пластмасова матрица, и покрит с имитация на десет слоя тъкани, имитиращи човешки. В черепа са монтирани стотици термо-луминисцентни датчици за отчитане на радиационните нива на различни слоеве и дълбочини. Този експеримент се извършва и по време на мисиите STS-36 и STS-31, а черепът се намира в средата на совалката в шкаф за всичките три полета. По време на трите полета се сравняват нивата на радиация при различни наклони на орбитата.
Кацането става на 13 август 1989 г. във военновъздушната база „Едуърдс“ в Калифорния. Совалката е прехвърлена в Космическия център „Кенеди“осем дни по-късно.

## Параметри на мисията
- Маса:
  - При излитане: ? кг.
  - При кацане: ? кг.
  - Маса на полезния товар: 19 600 кг.
- Перигей: 289 км.
- Апогей: 306 км.
- Инклинация: 57,0°
- Орбитален период: 90.5 мин.

## Галерия
- „Колумбия“ на стартовата площадка 39В
- Стартът на мисия STS-28
- Снимка на ледника „Маласпина“ в Аляска" от космоса
- Медальон с емблемата на мисията
- Спътникът SDS-2 преди старта
- Експерименталният череп